# Timofei Nikolajewitsch Granowski

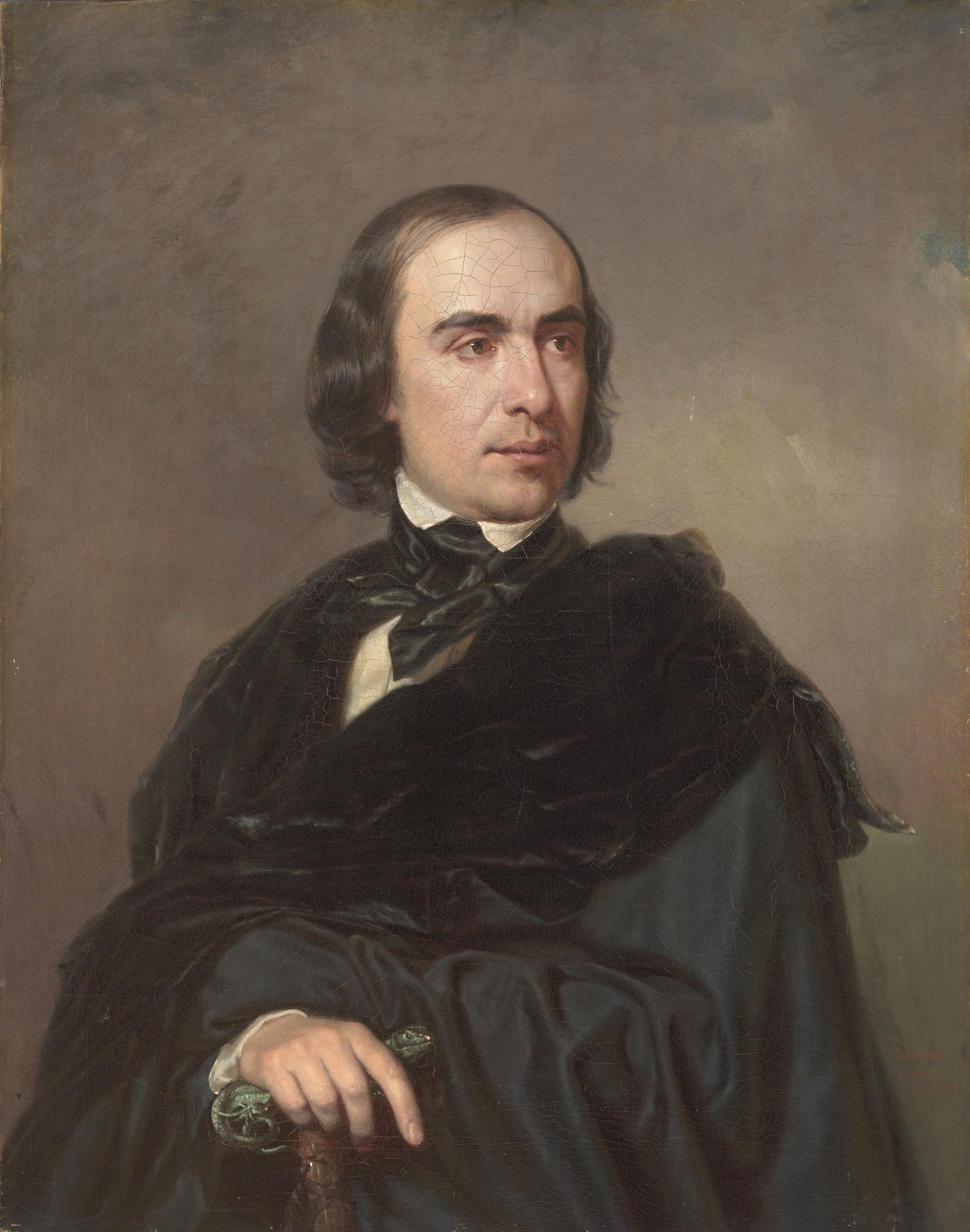
Porträt des Historikers Timofei Granowski von Pjotr Sacharow-Tschetschenez, 1845

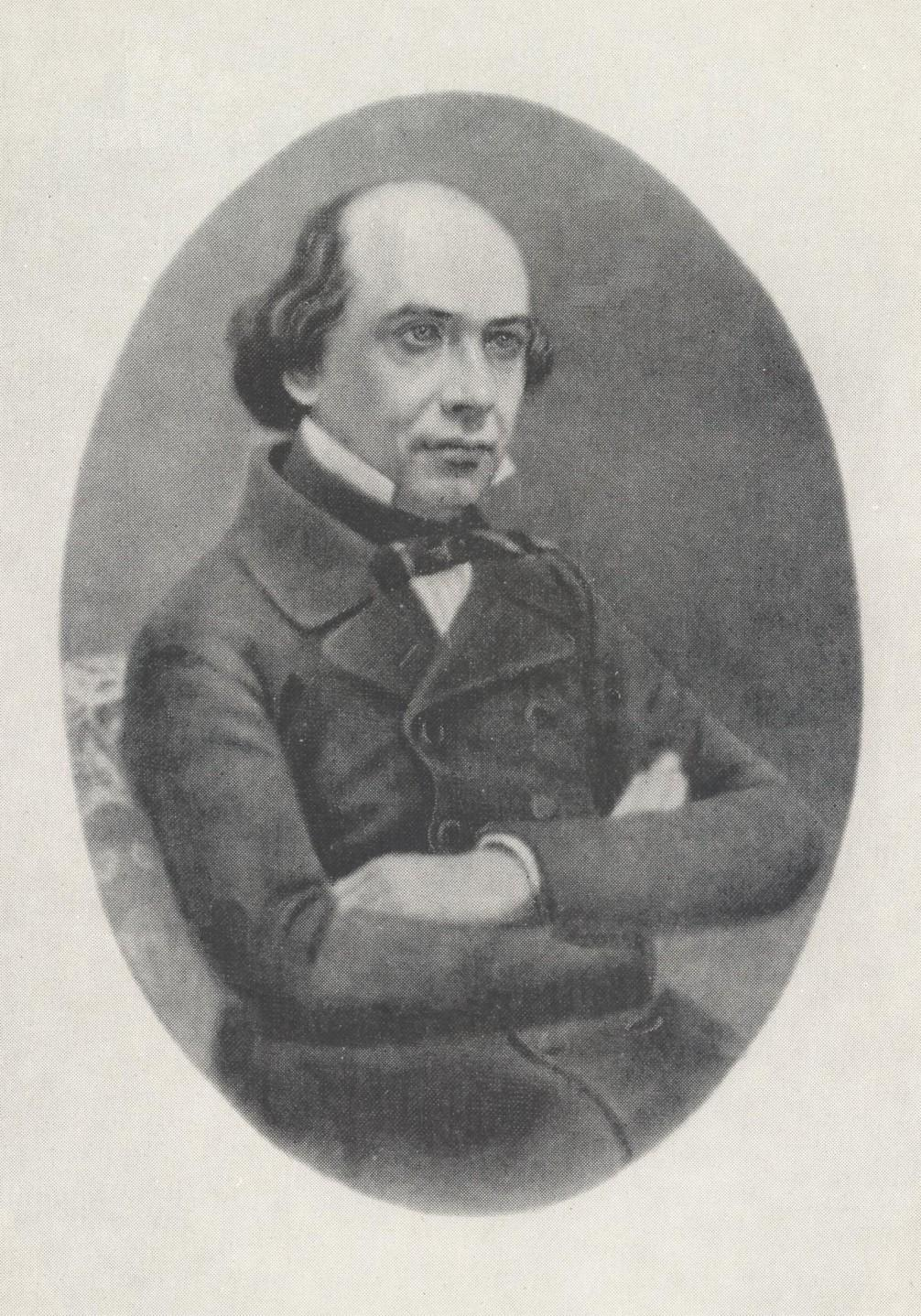
Timofei Nikolajewitsch Granowski

Timofei Nikolajewitsch Granowski (russisch Тимофей Николаевич Грановский; wiss. Transliteration Timofej Nikolaevič Granovskij; * 9. Märzjul. / 21. März 1813greg. in Orjol; † 4. Oktoberjul. / 16. Oktober 1855greg. in Moskau) war ein russischer Historiker.
Granowski war Professor für Geschichte an der Moskauer Universität und gilt als Begründer der russischen Mediävistik. Sein Freund Alexander Herzen setzte ihm in seinen Lebenserinnerungen ein Denkmal. Granowski war auch mit Stankewitsch und Ogarjow befreundet.

## Weblinks

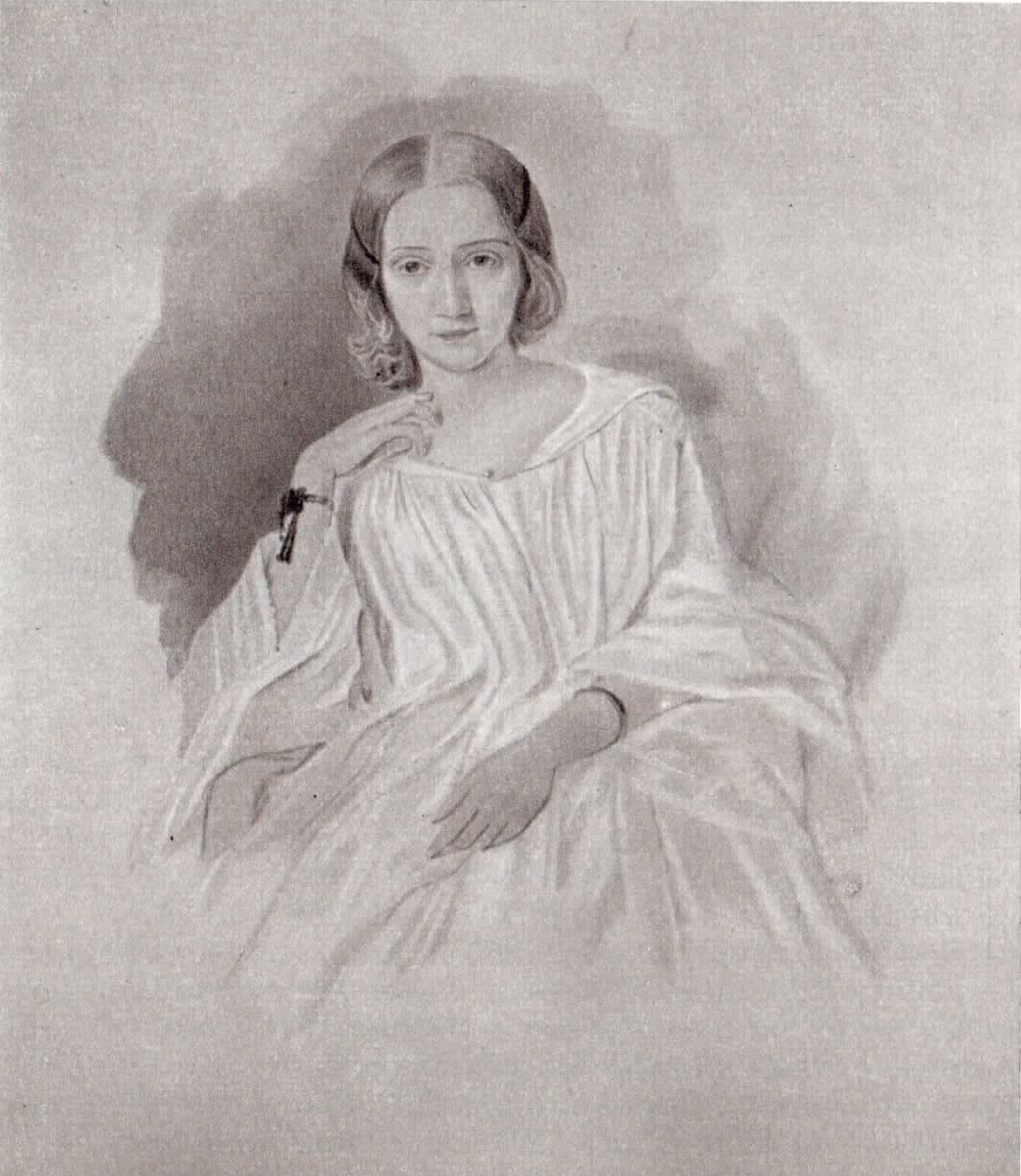
Granowskis Gattin Jelisaweta Bogdanowna, aquarelliert in den 1840er Jahren von Kirill Gorbunow